# 後施托肯湖
46°41′09″N 7°32′25″E / 46.68583°N 7.54028°E

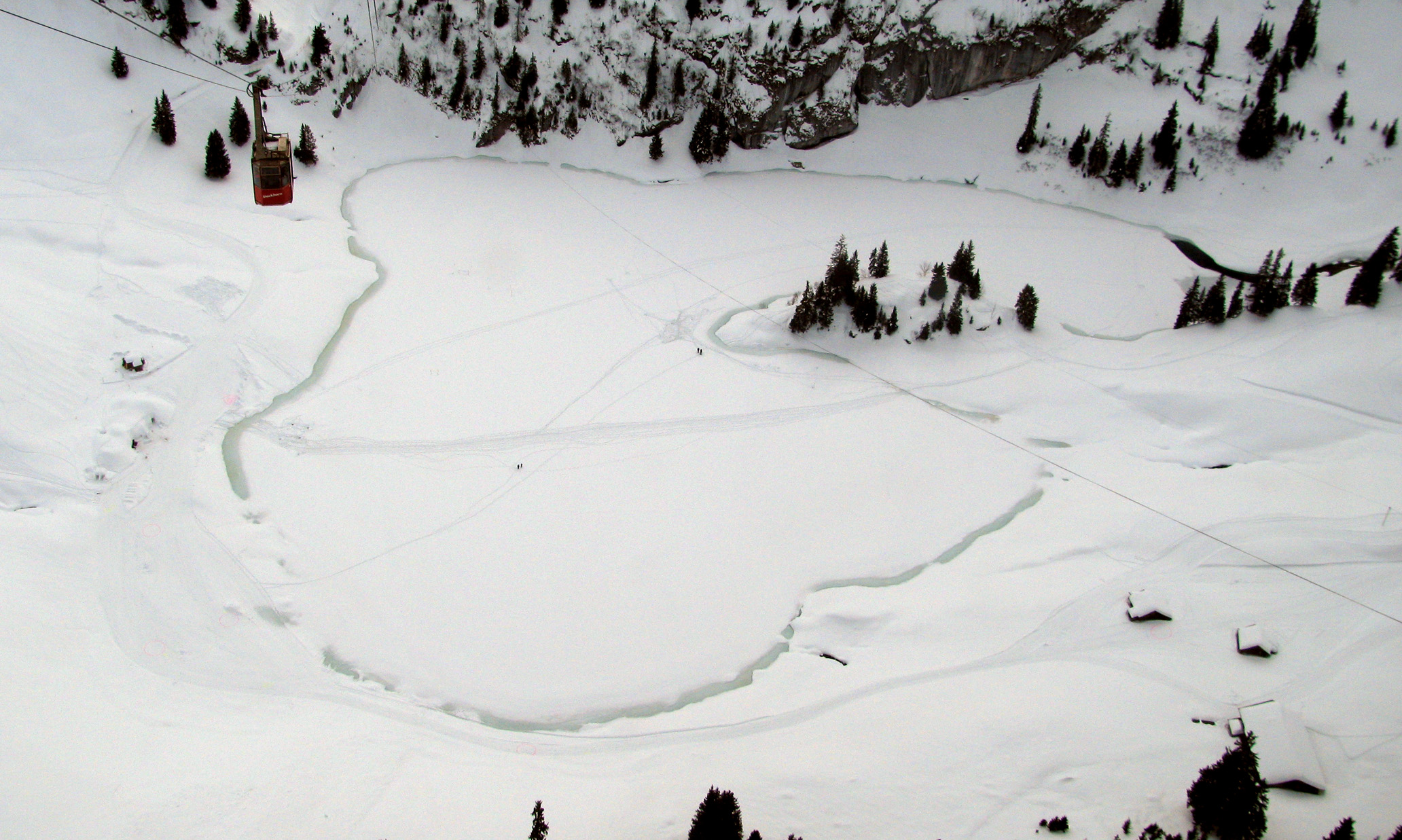

後施托肯湖（Hinterstockensee），是瑞士的湖泊，位於該國西部，由伯恩州負責管轄，處於錫默河谷埃倫巴赫，面積0.08平方公里，海拔高度1,595米，最大水深18米。